# Frankel Bernát
Nem tévesztendő össze Ferenczi (Frankel) Bernát miskolci könyvkereskedővel.
Frankel Bernard, R. Jissachar Beer ben Gerson ha-levi Fränk, családnevének változatai: Fränk, Fränkel, Frenkel; utónevének változatai: Beer, Bernhard, Bernát Ber, (1770 körül – 1845) tanár, rabbi. A  pozsonyi izraelita hitközség 41 évig tartó szolgálata során samesz, sakter és jegyző, tanító,

## Élete
Apja Törökországból vándorolt be, innen kapta a család a Fränk nevet. Ő maga már Pozsonyban élte le teljes életét. R. Moses Schreiber tanítványa és bizalmas embere volt, 41 éven át állt a község szolgálatában mint samesz, sakter és jegyző.
Kétnyelvű alkotó, munkáit irodalmi német gót betűvel és jiddis héber karakterekkel jelentette meg, héberül azonban önálló megfogalmazásban csak egyes könyvek előszavában írt.
Az 1831-ben megjelent Torat ha-emuna felépítésében a katekizmusok mintáját követi. A könyv 149 előjegyzőjének több mint egyhatoda keresztény vallású: Pozsony városi tisztviselői, megyei méltóságok, keresztény egyházi személyek, a normaiskola és az evangélikus leányiskola tanára ilyen módon támogatta, erkölcsileg elismerte munkáját.

## Munkái
- Sittenbüchlein für die Jugend... (2 kiadást ért meg)[9]

- Machna Israel... illetve Mahané Jiszraél (Wien, 1816),[11] 1831. körül már  a 4. kiadásban jelent meg.)[9][5][5]

- Mahané Jiszakhar (Wien, 1822)

- Hut ha-mesulas (Wien, 1824)

- Mahané Levi (Prag, 1827)

- Moreh derekh [Útmutató] Wegweiser zur wahren Glückseligkeit der Menschen. Ein fahliches Religionsbuch für di israelitische Jugend. (németül) Pressburg: Carl Snischek. 1829.  [2][4][12]

illetve
More-Derach...
- Wegweiser zur wahren Glückseligkeit der Menschen. Ein fassliches Religionsbuch für die israelitische Jugend, gesammelt und mit Zusätzen vermehrt. Pressburg, 1829.[2][3]

- Torat ha-emunah li-venot Tsiyon = Torath Hamuna: Religions-lehre für die weibliche Jugend Mosaischen Bekenntnisses, nebst einem Anhange, enthaltend die Lebensgeschichte Moses,[5]

illetve:
Torath Hamuna. Religions-Lehre für die veibliche Jugend mosaischen Bekenntnisses, nebst einem Anhage, enthaltend die Lebensgeschichte des Moses, gesammelt und mit Zusätzen vermehrt. Pressburg, (1831.) Schreiber Mózes pozsonyi főrabbi írt hozzá ajánlást. Jiddis nyelvű népszerű könyv nők tanítása számára
illetve:
Torasz huemunó. Pozsony (1831)
illetve:
Torat ha-emunah lebanot Sion : Torath Hamuna : Religionslehre f. d. weibl. Jugend mosaischen Bekenntnisses ; nebst e. Anh., enthaltend die Lebensgeschichte Moses / gesammelt u. mit Zusätzen verm. von Bernard Frankel
illetve:
Torat a-emuna li-vnot Cijon [Hittan Cion leányainak] Religionslehre für die weibliche jugend Mosaischen Bekenntnisses; Lebensgexhichte Moses. (németül) Pressburg: Snischek. 1831.  
- Sträusschen orientalischer Pflanzen, für Bildung des Geistes und Herzens. Pressburg, 1837.[9]

illetve
Ein Sträusschen orientalischer Pflanzen zur Bildung des Geistes und Herzens, enthaltend rabbinische Legenden, Parabeln und moralische Erzählungen.  Pressburg, 1837.  (a Bibliából és a rabbinikus irodalomból merített elemekből szőtt hosszabb-rövidebb elbeszélések „a lélek és a szív nemesítésére” a Biblia és a rabbinikus irodalom felhasználásával)
- Frenk Beer (Frankel Bernard): Széfer or ha-emuna [A hit fénye] Licht des Gaubens, Enthalt das Geschichtliche der fünf Bücher Mozes. Pressburg: Schmidt. 1841–1845.   Első kiadás: Wien, 1820/1821 (Mózes öt könyvének parafrázisa a gyermekek mellett a nők számára)[15]